# István Kovács (voetbalscheidsrechter)
István Kovács (Carei, 16 september 1984) is een Roemeens voetbalscheidsrechter. Hij is in dienst van FIFA en UEFA sinds 2010. Ook leidt hij sinds 2007 wedstrijden in de Liga 1.
Op 11 augustus 2007 leidde Kovács zijn eerste wedstrijd in de Roemeense nationale competitie. Tijdens het duel tussen Politehnica Timișoara en Pandurii Târgu Jiu (3–1) trok de leidsman zevenmaal de gele kaart, waarvan twee voor dezelfde speler. In Europees verband debuteerde hij tijdens een wedstrijd tussen FK Qarabağ en Metaloerg Skopje in de voorronde van de UEFA Europa League; het eindigde in 4–1 en Kovács trok viermaal een gele en eenmaal een rode kaart. Zijn eerste interland floot hij op 16 oktober 2012, toen Letland met 2–0 won van Liechtenstein. Tijdens dit duel gaf Kovács zes gele kaarten, waarvan twee aan dezelfde speler.
In mei 2022 werd hij gekozen als een van de scheidsrechters die actief zouden zijn op het WK 2022 in Qatar. Tijdens dit toernooi leidde hij geen wedstrijden. In april 2024 werd hij opgenomen op de lijst van scheidsrechters voor het EK 2024 in Duitsland. In mei 2024 floot hij de finale van de UEFA Europa League tussen Atalanta Bergamo en Bayer Leverkusen. Op het EK leidde hij twee groepswedstrijden.

## Interlands
| Datum             | Plaats                        | Wedstrijd                         | Uitslag    | Competitie             | Kreeg geel | Kreeg voor de tweede keer geel en dus rood | Weggestuurd |
| ----------------- | ----------------------------- | --------------------------------- | ---------- | ---------------------- | ---------- | ------------------------------------------ | ----------- |
| 16 oktober 2012   | Riga, Letland                 | Letland – Liechtenstein           | 2 – 0      | WK 2014 kwalificatie   | 5          | 1                                          | 0           |
| 3 september 2014  | Kiev, Oekraïne                | Oekraïne – Moldavië               | 1 – 0      | Vriendschappelijk      | 2          | 0                                          | 0           |
| 14 oktober 2014   | Jerevan, Armenië              | Armenië – Frankrijk               | 0 – 3      | Vriendschappelijk      | 4          | 0                                          | 0           |
| 24 maart 2016     | Piraeus, Griekenland          | Griekenland – Montenegro          | 2 – 1      | Vriendschappelijk      | 7          | 0                                          | 0           |
| 8 oktober 2016    | Belfast, Noord-Ierland        | Noord-Ierland – San Marino        | 4 – 0      | WK 2018 kwalificatie   | 3          | 1                                          | 0           |
| 9 juni 2017       | Riga, Letland                 | Letland – Portugal                | 0 – 3      | WK 2018 kwalificatie   | 4          | 0                                          | 0           |
| 4 september 2017  | Ljubljana, Slovenië           | Slovenië – Litouwen               | 4 – 0      | WK 2018 kwalificatie   | 6          | 0                                          | 0           |
| 3 juni 2018       | Villarreal, Spanje            | Spanje – Zwitserland              | 1 – 1      | Vriendschappelijk      | 2          | 0                                          | 0           |
| 6 september 2018  | Oslo, Noorwegen               | Noorwegen – Cyprus                | 2 – 0      | Nations League 2018/19 | 3          | 0                                          | 0           |
| 17 november 2018  | Konya, Turkije                | Turkije – Zweden                  | 0 – 1      | Nations League 2018/19 | 3          | 0                                          | 0           |
| 25 maart 2019     | Saint-Denis, Frankrijk        | Frankrijk – IJsland               | 4 – 0      | EK 2020 kwalificatie   | 2          | 0                                          | 0           |
| 8 juni 2019       | Osijek, Kroatië               | Kroatië – Wales                   | 2 – 1      | EK 2020 kwalificatie   | 6          | 0                                          | 0           |
| 12 oktober 2019   | Vaduz, Liechtenstein          | Liechtenstein – Armenië           | 1 – 1      | EK 2020 kwalificatie   | 4          | 0                                          | 0           |
| 8 september 2020  | Kopenhagen, Denemarken        | Denemarken – Engeland             | 0 – 0      | Nations League 2020/21 | 1          | 0                                          | 0           |
| 11 oktober 2020   | Zenica, Bosnië en Herzegovina | Bosnië en Herzegovina – Nederland | 0 – 0      | Nations League 2020/21 | 3          | 0                                          | 0           |
| 15 november 2020  | Trnava, Slowakije             | Slowakije – Schotland             | 1 – 0      | Nations League 2020/21 | 8          | 0                                          | 0           |
| 28 maart 2021     | Kiev, Oekraïne                | Oekraïne – Finland                | 1 – 1      | WK 2022 kwalificatie   | 5          | 0                                          | 1           |
| 21 juni 2021      | Amsterdam, Nederland          | Noord-Macedonië – Nederland       | 0 – 3      | EK 2020                | 4          | 0                                          | 0           |
| 1 september 2021  | Ljubljana, Slovenië           | Slovenië – Slowakije              | 1 – 1      | WK 2022 kwalificatie   | 4          | 0                                          | 0           |
| 11 oktober 2021   | Oslo, Noorwegen               | Noorwegen – Montenegro            | 2 – 0      | WK 2022 kwalificatie   | 7          | 1                                          | 0           |
| 15 november 2021  | Belfast, Noord-Ierland        | Noord-Ierland – Italië            | 0 – 0      | WK 2022 kwalificatie   | 4          | 0                                          | 0           |
| 14 juni 2022      | Mönchengladbach, Duitsland    | Duitsland – Italië                | 5 – 2      | Nations League 2022/23 | 1          | 0                                          | 0           |
| 25 september 2022 | Kopenhagen, Denemarken        | Denemarken – Frankrijk            | 2 – 0      | Nations League 2022/23 | 2          | 0                                          | 0           |
| 14 juni 2023      | Rotterdam, Nederland          | Nederland – Kroatië               | 2 – 4 n.v. | Nations League 2022/23 | 7          | 0                                          | 0           |
| 19 juni 2023      | Manchester, Engeland          | Engeland – Noord-Macedonië        | 7 – 0      | EK 2024 kwalificatie   | 1          | 0                                          | 0           |
| 17 oktober 2023   | Belfast, Noord-Ierland        | Noord-Ierland – Slovenië          | 0 – 1      | EK 2024 kwalificatie   | 6          | 1                                          | 0           |
| 21 maart 2024     | Cardiff, Wales                | Wales – Finland                   | 4 – 1      | EK 2024 kwalificatie   | 7          | 0                                          | 0           |
| 20 juni 2024      | München, Duitsland            | Slovenië – Servië                 | 1 – 1      | EK 2024                | 6          | 0                                          | 0           |
| 26 juni 2024      | Hamburg, Duitsland            | Tsjechië – Turkije                | 1 – 2      | EK 2024                | 13         | 1                                          | 1           |
| 12 oktober 2024   | Zagreb, Kroatië               | Kroatië – Schotland               | 2 – 1      | Nations League 2024/25 | 4          | 0                                          | 0           |
| 23 maart 2025     | Ljubljana, Slovenië           | Slovenië – Slowakije              | 1 – 0 n.v. | Nations League 2024/25 | 8          | 0                                          | 0           |

Laatst bijgewerkt op 27 maart 2025.